# 찰리 제이미슨
찰스 디바인 제이미슨(Charles Devine Jamieson, 1893년 2월 7일 ~ 1969년 10월 27일)은 미국의 전 프로 야구 선수로, 별명은 "쿠쿠"(Cuckoo)이다.

## 생애
18시즌 동안 메이저 리그 베이스볼(MLB)에서 외야수로 활약하였다. 워싱턴 세너터스, 필라델피아 애슬레틱스, 클리블랜드 인디언스 등지에서 선수 생활을 했다.